# Zohib Islam Amiri
Zohib Islam Amiri (* 2. května 1987) je bývalý afghánský fotbalista, který hrál na postu obránce.
Je příslušníkem národa Hazárů. Oba jeho bratři Šamsuddín Amiri a Zubajr Amiri jsou také fotbaloví reprezentanti. Hrál za kábulské týmy Šoa a Kabul Bank, v roce 2011 přestoupil do týmu indické I-League Mumbai FC, od roku 2014 je hráčem Dempo SC.
Je reprezentačním kapitánem a rekordmanem v počtu mezistátních startů. Hrál za Afghánistán na mistrovství jižní Asie v letech 2011 (2. místo, vstřelil jeden gól) a 2013 (titul, vstřelil dva góly). Reprezentoval také na AFC Challenge Cupu 2014, jehož vítěz postupoval na mistrovství Asie ve fotbale 2015. Skóroval jednou, Afghánci skončili na čtvrtém místě. Také se zúčastnil Asijských her 2014, kde Afghánistán skončil bez bodu na posledním místě základní skupiny.